# International Spiritualist Federation
A International Spiritualist Federation (ISF) é uma organização sem fins lucrativos voltada para o estudo dos aspectos científicos e filosóficos do Espiritualismo e do Espiritismo. Como definido em seus estatutos, visa "promover o avanço, por meio de meios educacionais, e a difusão mundial, do conhecimento da ciência e filosofia do espiritualismo/espiritismo".

## História
Desde cedo conferências espiritualistas tem sido realizadas, destacando-se as de Barcelona (1888), Paris (1889) e Liverpool (1901). Várias tentativas para se constituir uma federação internacional foram feitas e esse objetivo quase foi conseguido, quando foi interrompido pela eclosão da Primeira Guerra Mundial (1914-1918). Entretanto, a enorme perda de vidas humanas durante o conflito, em escala até então jamais vista, levou ao rápido desenvolvimento do Espiritualismo em muitas partes do mundo o que, a seu turno, contribuiu para concentrar forças sob uma única bandeira, culminando em 1923, com a fundação da ISF em Liège, na Bélgica. Congressos subseqüentes foram realizadas em Paris, Londres, Haia, Barcelona e Glasgow, até que a eclosão da Segunda Guerra Mundial paralisou todo o trabalho internacional. No entanto, na maioria dos países, individualmente, o trabalho do Espiritualismo continuou.
Destacaram-se como presidentes honorários da ISF, no período entre-guerras, os nomes de Sir Arthur Conan Doyle (1925-1930) e de sua esposa, Lady Conan Doyle (1931-1940).
Após o término do conflito, o trabalho internacional recomeçou em Julho de 1947 quando teve lugar uma conferência especial, em Bournemouth, na Inglaterra, ocasião em que um pequeno número de delegados da Grã-Bretanha, França, África do Sul, Canadá e Suécia reuniu-se a convite dos espiritualistas da National Union of Great Britain. As dificuldades eram grandes, uma vez que todos os registros da organização original haviam sido perdidos na sede da ISF em Paris quando esta cidade foi ocupada durante a guerra. No ano seguinte, porém, o entusiasmo pela unidade internacional foi demonstrado através da participação de delegados de 42 países no primeiro congresso internacional do pós-Guerra, realizado em Londres (1948).
Desde então, congressos internacionais vêm tendo lugar em diversos países, incluindo a Suécia, a França, a Dinamarca, a Escócia, a Inglaterra, os Países Baixos, a Espanha e os Estados Unidos da América.

## Atividades
A ISF promove congressos bienais. Além de suas atividades de formação e pesquisa, a federação mantém o periódico "Yours Fraternally", em bases trimestrais, distribuido aos seus membros e organizações afiliadas. O periódico é em língua inglesa, idioma oficial da ISF.